# 내부자기동형사상
군론에서 내부자기동형사상(內部自己準同型寫像, 영어: inner automorphism)은 군의 원소를 고정 원소에 대한 켤레 원소에 대응시키는 군 자기동형사상이다.

## 정의
군의 원소 {\displaystyle g\in G}에 대한 내부자기동형사상은 다음과 같다.
{\displaystyle G\to G}
{\displaystyle x\mapsto gxg^{-1}}
군 {\displaystyle G}의 내부자기동형군 {\displaystyle \operatorname {Inn} (G)}는 {\displaystyle G} 위 내부자기동형사상이 이루는 군이다. 이는 자기동형군 {\displaystyle \operatorname {Aut} (G)}의 정규 부분군이다.

### 켤레류
군의 서로 켤레 원소 {\displaystyle x,y\in G}는 {\displaystyle gxg^{-1}=y}인 {\displaystyle g\in G}가 존재하는 두 원소이다. 서로 켤레는 군 위의 동치 관계이다.
군의 원소 {\displaystyle x\in G}의 켤레류(-類, 영어: conjugacy class) 또는 공액류(共軛類)는 다음과 같은 집합이다.
{\displaystyle \operatorname {Cl} (x)=\{gxg^{-1}\colon g\in G\}}
이는 {\displaystyle G} 위의 켤레 관계에 대한 동치류이다. 즉, 군을 분할한다. 또한, 켤레류는 내부자기동형사상이 유도하는 군의 작용의 궤도이다.

## 성질
내부자기동형군은 자기동형군의 정규 부분군이다.
{\displaystyle \operatorname {Inn} (G)\trianglelefteq \operatorname {Aut} (G)}
이에 대한 몫군
{\displaystyle \operatorname {Out} (G)=\operatorname {Aut} (G)/\operatorname {Inn} (G)}
를 외부자기동형군이라고 한다.
군의 원소를 그에 대한 내부자기동형사상에 대응시키는 군 준동형
{\displaystyle G\to \operatorname {Aut} (G)}
{\displaystyle g\mapsto g{-}g^{-1}}
의  상은 내부자기동형군이며, 핵은 군의 중심이다. 따라서 다음 동형이 성립한다.
{\displaystyle \operatorname {Inn} (G)\cong G/Z(G)}

### 켤레류 방정식
이 군 준동형은 군의 작용으로 볼 때, 그 궤도는 켤레류이며, 안정자군은 중심화 부분군이다. 따라서 다음과 같은 항등식이 성립하며, 이를 켤레류 방정식(영어: class equation)이라고 한다.
{\displaystyle |G|=|Z(G)|+\sum _{i=1}^{n}|\!\operatorname {Cl} (x_{i})|}
즉
{\displaystyle |G|=|Z(G)|+\sum _{i=1}^{n}|G:C_{G}(x_{i})|}
여기서
- {\displaystyle \operatorname {Cl} (x_{i})}는 크기 1 이상의 켤레류들이다.
- {\displaystyle C_{G}(x_{i})}는 중심화 진부분군들이다.
- {\displaystyle Z(G)}는 중심이다. 중심의 원소일 조건은 켤레류가 한원소 집합일 조건 및 중심화 부분군이 {\displaystyle G}일 조건과 동치이다.

## 참고 문헌
- Abdollahi, A. (2010), “Powerful p-groups have non-inner automorphisms of order p and some cohomology”, 《J. Algebra》 323 (3): 779–789, arXiv:0901.3182, doi:10.1016/j.jalgebra.2009.10.013, MR 2574864
- Abdollahi, A. (2007), “Finite p-groups of class 2 have noninner automorphisms of order p”, 《J. Algebra》 312 (2): 876–879, arXiv:math/0608581, doi:10.1016/j.jalgebra.2006.08.036, MR 2333188
- Deaconescu, M.; Silberberg, G. (2002), “Noninner automorphisms of order p of finite p-groups”, 《J. Algebra》 250: 283–287, doi:10.1006/jabr.2001.9093, MR 1898386
- Gaschütz, W. (1966), “Nichtabelsche p-Gruppen besitzen äussere p-Automorphismen”, 《J. Algebra》 4: 1–2, doi:10.1016/0021-8693(66)90045-7, MR 0193144
- Liebeck, H. (1965), “Outer automorphisms in nilpotent p-groups of class 2”, 《J. London Math. Soc.》 40: 268–275, doi:10.1112/jlms/s1-40.1.268, MR 0173708
- Remeslennikov, V.N. (2001). “Inner automorphism”. 《Encyclopedia of Mathematics》 (영어). Springer-Verlag. ISBN 978-1-55608-010-4.
- Weisstein, Eric Wolfgang. “Inner Automorphism”. 《Wolfram MathWorld》 (영어). Wolfram Research.